# Istituto Nazionale per la Grafica - Calcografia

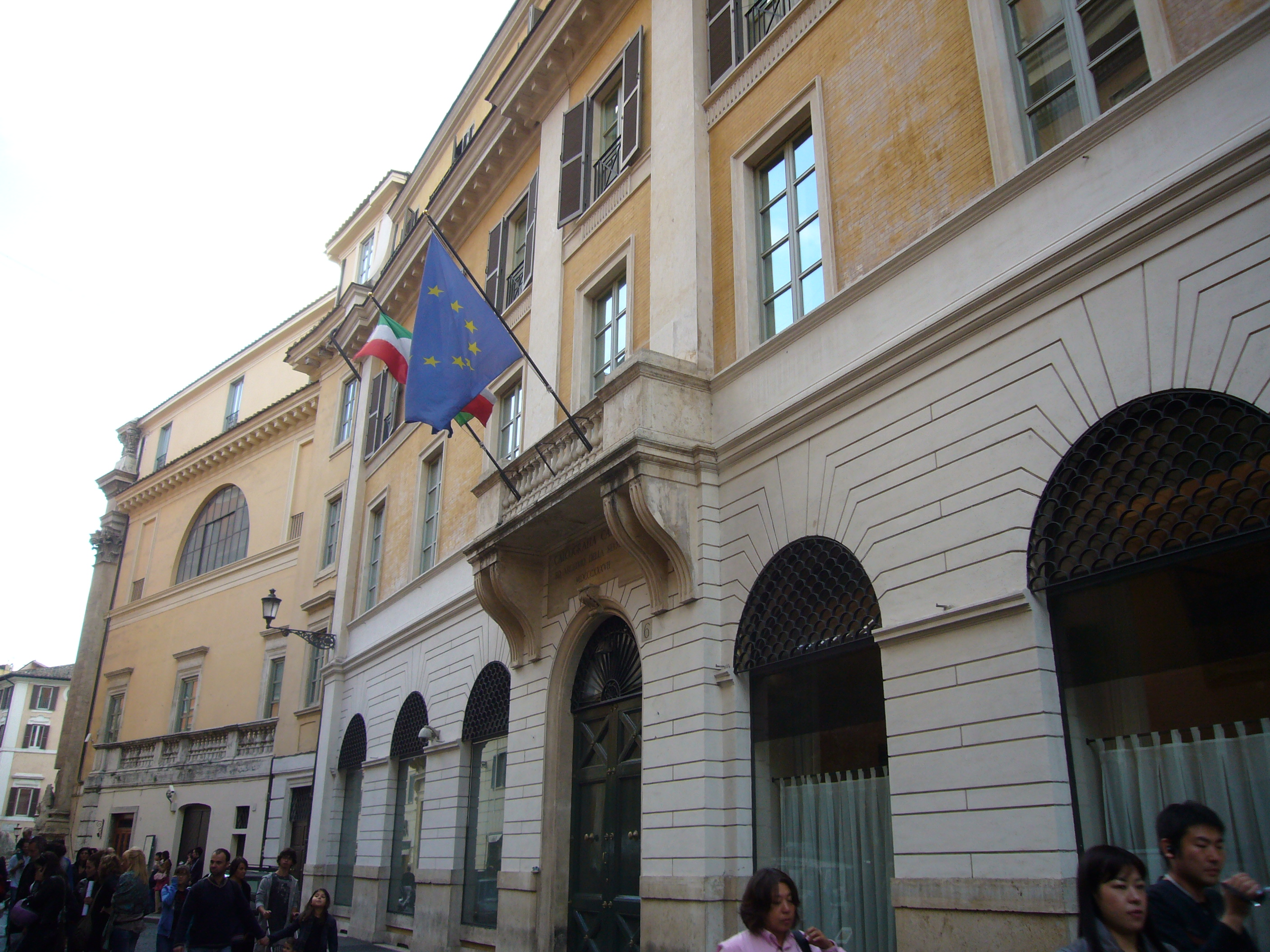
Istituto Nazionale per la Grafica - Calcografia

Istituto Nazionale per la Grafica - Calcografia is een museum gelegen in de Via della Stamperia 6 (Palazzo Poli) te Rome. 

## Geschiedenis
De uitgeversfamilie De'Rossi begon vanaf de 16de eeuw met een verzameling van drukplaten van kunstenaars. Kunstenaars konden bij hen in ruil voor de originele plaat enkele afdrukken krijgen. In 1838 werd er de volledige verzameling etsen en drukplanten van Giovanni Battista Piranesi aan toegevoegd. In 1975 werd Gabinetto nazionale delle stampe een deel van de collectie en het instituut gesticht. In 1978 kocht de Italiaanse staat het Palazzo Poli om de verzamelingen aldaar te bewaren. In 2007 werd dit een feit als de verzameling vanuit de Villa Farnesina over komt. 
De zijgevel van het Palazzo Poli maakt deel uit van de Trevifontein.

## Kunstwerken
De verzameling bevat meer dan 25.000 etsen waaronder enkel van Pieter Paul Rubens, Jan Brueghel I, Paul Bril, Giambologna, Antoon van Dyck, Gerard Seghers, David Teniers II, Justus Sustermans, Willem van Nieulandt II, Jan Miel, Jacob Jordaens en Ferdinand Voet